# Oratorio della Santissima Annunziata (Seravezza)

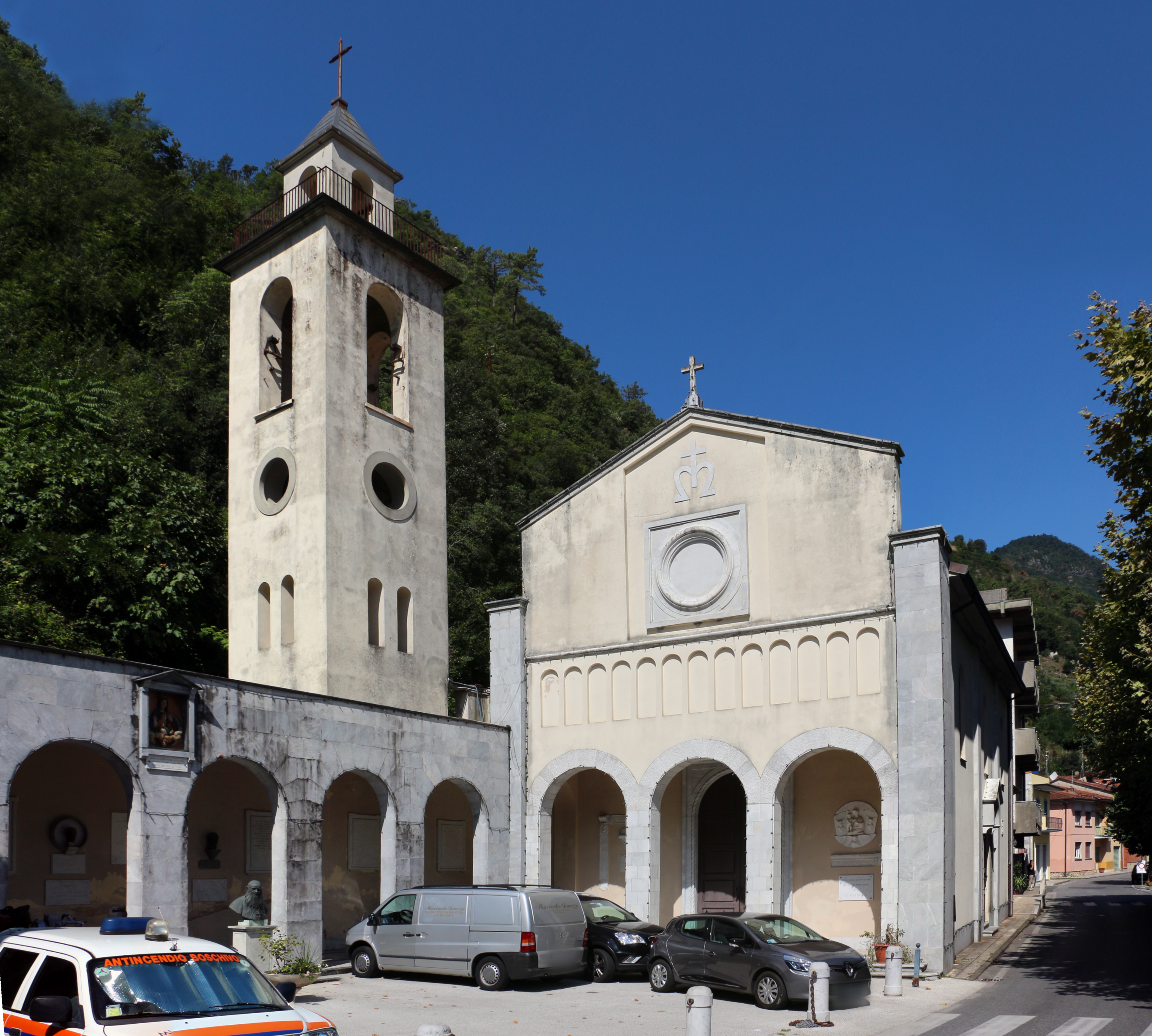
L'oratorio

L'oratorio della Santissima Annunziata (detto anche oratorio della Madonna del Ponte) è un edificio sacro che si trova a Seravezza.

## Storia e descrizione
Sede già in antico di una confraternita e oggi della Misericordia, è stata completamente ricostruita dopo la grande piena del 1885. Si sono salvati da quella terribile alluvione due dipinti ora sistemati nella nuova chiesa in controfacciata: la prima è un'Annunciazione eseguita tra il 1639 e il 1640 da Filippo Martelli, pittore seravezzino, autore anche di lavori minori come la doratura di suppellettili lignee e la sistemazione di paliotti, baldacchini e bandinelle processionali. L'altra tela, di ben diversa qualità, è opera della bottega di Pietro da Cortona e raffigura le Marie al Sepolcro; non è frutto di una commissione locale, ma giunse a Seravezza quale dono del principe Ferdinando, che più volte soggiornò al vicino palazzo Mediceo.